# Privat:mobile
privat:mobile — украинский виртуальный оператор сотовой связи. Оператор принадлежал «ПриватБанку» и работал на сетях оператора «Украинские радиосистемы».

## История
До покупки «ВымпелКомом» «Украинских радиосистем» этот оператор связи и «ПриватБанк» были родственным компаниями.
В феврале 2005 года виртуальный оператор начал оказывать услуги связи, изначально предназначенные для клиентов самого банка.
В конце 2005 года «Украинские радиосистемы» были куплены российской компанией «ВымпелКом».
В июне 2006 года privat:mobile перестал производить подключения новых абонентов, в феврале 2007 года «Украинские радиосистемы» и «ПриватБанк» расторгли договор, позволявший использовать сотовую сеть.
В марте 2007 г. абоненты privat:mobile были переведены на обслуживание под брендом Beeline с сохранением номера.
За всё время работы оператора была активирована 31 тысяча стартовых пакетов.
«Приватбанк» отказался от планов возобновления в будущем виртуального оператора сотовой связи под торговой маркой privat:mobile. Тем не менее, уже в конце 2006 года ЗАО «Телесистемы Украины», входящее в группу «Приват» начало предоставлять услуги мобильной связи в стандарте CDMA под маркой PEOPLEnet.

## Тарифы
Особенностью тарифной политики оператора было то, что все тарифы указывались с учётом сбора в пенсионный фонд. Все остальные операторы Украины указывают цены без учёта этого сбора. Кроме того, отсутствовала плата за соединение звонка. Необычность тарификации услуги MMS состояла в том, что в отличие от тарифов других операторов мобильной связи, она взималась не за одно исходящее сообщение, а за один мегабайт переданных и полученных данных в виде MMS-сообщения. Срок действия номера был неограниченным.
Так же оператор предоставлял безлимитный доступ к WAP интернету.

## Услуги
privat:mobile предоставлял большое количество уникальных услуг, отсутствовавших на тот момент у остальных операторов Украины и России. С помощью SMS абонент мог:
- изменить телефонный номер с сохранением SIM-карты;
- получить список телефонных номеров, которые пытались дозвониться в период отключения телефона;
- получить пароль доступа к Интернету от провайдера «Оптима Телеком» (сейчас «Vega»);
- моментально пополнить счёт другого абонента privat:mobile со своего счёта.

Оплатить услуги мобильной связи можно было в сети банкоматов и отделений ПриватБанка.
В середине октября 2005 года оператор запустил в коммерческую эксплуатацию услуги GPRS, WAP и MMS.

## Электронная логистика стартовых пакетов
Разработанная в «ПриватБанке» технология «Способ электронной логистики и реализации стартовых пакетов» позволяла заносить информацию в SIM-карту непосредственно в момент продажи. Это упрощало логистику стартовых пакетов privat:mobile и сокращало издержки. Технология была запатентована патентными ведомствами Украины и России. В июне 2005 года за разработку этой технологии «ПриватБанк» стал победителем «Конкурса русских инноваций».